# Empidideicus hispanus
Empidideicus hispanus är en tvåvingeart som beskrevs av Francois 1969. Empidideicus hispanus ingår i släktet Empidideicus och familjen svävflugor.
Artens utbredningsområde är Spanien. Inga underarter finns listade i Catalogue of Life.